# Топ хаубица М84 Нора
Топ хаубица М84 Нора је пројекат који је развијен почетком осамдесетих година у Војно-техничком институту. У наоружање ЈНА је уведена 1984. године. Пројектована је на основи руског вучног топа Д-20. 
Највећу промену је доживела цев, чија је дужина 39 калибара. За Нору је развијена и нова муниција калибра 152 мм. Максималан домет стандардног пројектила је 23.990 м, а пројектил са генератором гаса има домет 28.000 м.
Основна намена Норе је уништавање и неутралисање непријатељске живе силе, као и утврђених ватрених положаја и артиљеријских и механизованих средстава.
По својим карактеристикама, Нора знато превазилази руски топ Д-20, и много је ближа америчкој хаубици калибра 155 мм М198. У периоду када је увођена у наоружање, сматрана је за једну од квалитетнијих хаубица у свету.